# Furusawa Keita
Keita Furusawa (sinh ngày 1 tháng 7 năm 1992) là một cầu thủ bóng đá người Nhật Bản.

## Sự nghiệp câu lạc bộ
Keita Furusawa đã từng chơi cho Renofa Yamaguchi FC, FC Kariya và Tokyo Musashino City FC.